# 瑞穂市立生津小学校
瑞穂市立生津小学校（みずほしりつ なまづしょうがっこう）は、岐阜県瑞穂市馬場上光町二丁目にある公立小学校。

## 概要
- 通学区域は馬場、馬場前畑町1丁目、馬場前畑町2丁目の一部、馬場前畑町3丁目、馬場上光町、馬場春雨町、馬場小城町、馬場北町、生津、生津滝坪町、生津内宮町、生津外宮東町、生津外宮前町、生津天王町、生津天王東町である。公立中学校の進学先は瑞穂市立穂積北中学校である[1]。
- 校区はかつての本巣郡生津村の一部であり、生津村立生津小学校の校区であった。生津村立生津小学校は1956年に北方町立北方小学校に統合されたため、直接的な関係は無い。

## 沿革
- 1979年（昭和54年） - 穂積町立本田小学校（現・瑞穂市立本田小学校）から分離独立。穂積町立生津小学校として創立される。創立当初は学校用のプールは未完成であり、プールについては継続して本田小学校のものを利用していた。
- 1994年（平成6年） - 文部省より、｢小学校における外国語学習に関する研究開発学校｣に指定される。以後、毎年英語学習公開授業を行う。
- 1996年（平成8年） - 校舎を増築する。
- 2003年（平成15年）5月 - 穂積町と巣南町が合併し瑞穂市となる。これにより瑞穂市立生津小学校に改称する。

## 交通機関
- みずほバス
本田・馬場線「馬場上光町」バス停下車、徒歩3分
- 岐阜バス
北方円鏡寺線「サンサン通り」バス停下車、徒歩12分
JR岐阜駅バスターミナル（岐阜駅北）7番のりば、名鉄岐阜のりば（名鉄岐阜駅西）6番のりばより「芝原6丁目」行き
北方穂積線「高屋太子」バス停下車、徒歩12分
みずほターミナルより「モレラ岐阜」行き
大野穂積線「穂積北中学校前」バス停下車、徒歩15分
みずほターミナルより「大野バスセンター」行き